# Andrena caudata
Andrena caudata är en biart som beskrevs av Warncke 1965. Andrena caudata ingår i släktet sandbin, och familjen grävbin. Inga underarter finns listade i Catalogue of Life.